# 51828 Ilanramon
51828 Ilanramon è un asteroide della fascia principale. Scoperto nel 2001, presenta un'orbita caratterizzata da un semiasse maggiore pari a 2,7733448 au e da un'eccentricità di 0,1309171, inclinata di 9,46292° rispetto all'eclittica.
L'asteroide è dedicato all'astronauta israeliano Ilan Ramon, specialista del carico della missione STS-107 tragicamente conclusasi con il disastro dello Space Shuttle Columbia. Agli altri menmbri dell'equipaggio sono stati dedicati gli asteroidi 51823 Rickhusband, 51824 Mikeanderson, 51825 Davidbrown, 51826 Kalpanachawla, 51827 Laurelclark e 51829 Williemccool.